# Wilhem Belocian
Wilhem Belocian, född 25 juni 1995, är en fransk friidrottare som tävlar i häcklöpning.

## Karriär
Vid europamästerskapen i friidrott 2016 tog Belocian brons på 110 meter häck. Vid inomhuseuropamästerskapen 2021 tog han guld på 60 meter häck.